# Walchsing
Walchsing ist ein Ortsteil der Gemeinde Aldersbach im niederbayerischen Landkreis Passau.

## Lage
Das Pfarrdorf Walchsing liegt am linken Ufer der Vils etwa zwei Kilometer nordwestlich von Aldersbach.

## Geschichte
Im Stranzinger Acker in Walchsing wurden Siedlungszeugnisse der Kelten aus der La-Tène-Zeit entdeckt, Funde im benachbarten Kriestorf weisen aber darauf hin, dass die Gegend bereits zur Jungsteinzeit besiedelt war.
Im frühen 8. Jahrhundert erhielt das Kloster Mondsee Besitz in Walchsing. Um 750 gab ein Irimpald sein Besitztum zu Waltkising (von dem Personennamen Waltkiso) dem Kloster. Einige Jahre später schenkte Wolfperht zu Waltkising den dritten Teil seiner Besitzungen ebenfalls dem Kloster Mondsee.
Im 12. Jahrhundert erscheint der Ort unter den Namen Waltchesing, Waltgesing und Walchsingen. Damals saßen hier die Herren von Walchsing. Ascwin de Waltgesing gab um 1115 ein Gut dem Kloster St. Nikola bei Passau, Konrad de Walcxingen gab um 1160 ein Gut dem Kloster Aldersbach. Bis gegen Ende des 13. Jahrhunderts kommen die Edlen von Walchsing in Schenkungen als Zeugen vor.
Im Jahr 1260 kaufte der Domherr Magister Herwig Güter in Walczing und gab sie dem Kloster Aldersbach. Zu Anfang des 15. Jahrhunderts gehörte Walchsing den Grafen von Neuenkollberg, von denen es im Jahr 1424 die Brüder Christoph und Hanns Goder kauften.
Die Edlen von Goder nahmen in Walchsing ihren Sitz und übten auf den zugehörigen vier Gütern die Niedergerichtsbarkeit aus. Sie wurden im 18. Jahrhundert in den Reichsgrafenstand erhoben. 1790 fiel mit dem Aussterben der letzten männlichen Grafen von Goder ihr Besitz an den Staat. Im selben Jahr kaufte das Kloster Aldersbach den Sitz mit Schönerting und Kriestorf für 58.000 Gulden und behielt ihn bis zur Säkularisation 1803. Das Schloss wurde bald danach zum Teil abgebrochen und in ein Bauernhaus umgewandelt.
1818 entstand die Ruralgemeinde Walchsing des Landgerichtes Vilshofen. Die Gemeinde umfasste neben Walchsing die Orte Ammerreuth, Beiglöd, Duschlöd, Gainstorf, Grüneröd, Haag, Harreröd, Hiendlöd, Hirt, Hütter, Kramersepp, Kriestorf, Maierhof, Meiering, Neustift, Niederöd, Reuth, Röslöd, Seier, Vogler, Weidfeld und Wetzstein.
Im Zuge der Gebietsreform in Bayern schloss sich die Gemeinde Walchsing 1972 freiwillig mit den Gemeinden Aldersbach, Pörndorf und Haidenburg zur neuen Großgemeinde Aldersbach zusammen.
In kirchlicher Hinsicht war Walchsing ursprünglich eine Filiale von Galgweis, wurde 1861 Expositur und 1902 zur Pfarrei erhoben.

## Sehenswürdigkeiten
- Die spätgotische Pfarrkirche St. Michael ist frühbarock ausgestattet und besitzt einen romanischen Chorturm.
- Das 1459 bis 1463 erbaute Schloss der Grafen von Goder wurde im 16. Jahrhundert umgebaut. Das dreigeschossige Gebäude mit Krüppelwalmdach wurde 1980 restauriert und dient als Hotel mit zehn Gästezimmern.
- In der Liste der Baudenkmäler in Aldersbach sind für Walchsing elf Baudenkmale aufgeführt.

## Wappen

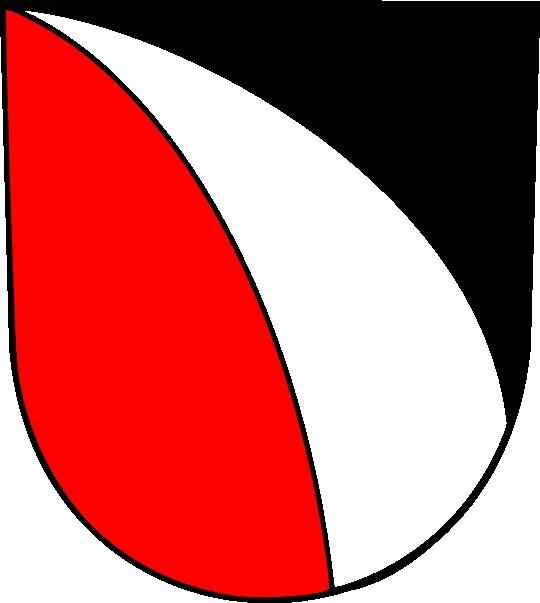
Schild des Wappens Walchsing

Mit einem silbernen, schräg aufsteigenden Wolfszahn von Schwarz und Rot geteilt. Auf dem Helm mit schwarz-silbern-roten Decken zwei schwarz-silbern-rot geteilte Büffelhörner.